# Huesca
Huesca (španska izgovarjava: [ˈweska], aragonsko Uesca) je mesto v severovzhodni Španiji v Avtonomni skupnosti Aragonija. Mesto je hkrati glavno mesto španske province z enakim imenom in okraja (špansko comarca)  Hoya de Huesca. Leta 2009 je imela 52.059 prebivalcev, kar je skoraj četrtina prebivalstva province. Mesto je eno od najmanjših prestolnic provinc v Španiji.
Glavni mestni praznik je Festival svetega Lovrenca (špansko Fiestas de San Lorenzo) od 9. do 15. avgusta.

## Zgodovina
Huesca je bila ustanovljena v predrimskem obdobju. V starodavnem iberskem jeziku se je imenovala Bolskan. V rimskem obdobju se je imenovala Osca in je bila upravno središče Vescetanija na severu Tarakonske Hispanije na cesti od Tarracoma (sedanja Tarragona) in Ilerda (modern Lleida) proti Caesaraugusti (sedanja  Zaragoza).  Bila je kolonija pod oblastjo Kvinta Sertorija, ki je imel v mestu svojo bazo. Mesto je kovalo svoj denar in imelo prestižno šolo, ki jo je ustanovil Setrtorij za šolanje mladih Ibercev po latinskih in rimskih običajih. Osca se je po Strabonovih zapisih po Sertorijevi smrti preimenovala v  Ileoscan (grško Ἰλεόσκαν). Zgleda, da so bili v njeni okolici rudniki srebra.
Enrique Flórez, španski zgodovinar iz 18. stoletja, je zapisal, da ogromne količine srebra, ki so ga antični pisci omenjali kot argentum Oscense in signatum Oscense, ni moglo dobaviti samo eno mesto. K temu dodaja, da je po njegovem mnenju izraz "Oscense" pomenil "španski" in je popačenka izraza "eus-cara", ki je baskovsko ime baskovskega jezika. Romanizirano mesto je z odlokom cesarja Avgusta leta 30 pr. n. št. postalo municipij.
V poznem 8. stoletju so mesto osvojili Arabci in ga preimenovali v Vašaka (arabsko وشقة). Spadalo je v  Gornjo marko Kordovskega emirata. Mestu je vladal lokalni guverner, ki ga je imenoval kordovski emir. V mestu so se stalno dogajali politični nemiri, upori in umori v rivalskih klanih  Banu Qasi, Banu Amrus in Banu al-Tawil, pa tudi v pamplonski dinastiji Arista. Njihov cilj je bil priti na oblast in doseči avtonomijo in neodvisnost od emirata. Sredi 10. stoletja je na oblast prišel klan  Banu Tudžibi, ki je Gornji marki vladal iz Zaragoze. Leta 1018 se je Vašaka uspešno odcepila od razpadajočega emirata in postala del Taife Zaragoza. Leta 1094 je Sančo Ramirez v njeni bližini zgradil grad Montearagón z namenom, da bi jo osvojil. Med pregledom oblegovalne vojske  ga je pod obzidjem Vašake  smrtno ranila puščica oblegancev. Mesto je dve leti kasneje osvojil njegov sin Peter I. Aragonski.
Leta 1354 je kralj Peter IV. Aragonski ustanovil Univerzo Huesce, ki je sprva imela samo teološko fakulteto. Šola se je kasneje razširila in začela na koncu 16. stoletja propadati  zaradi ustanovitve Univerze Zaragoze. Leta 1845 so univerzo razpustili.
Med špansko državljansko vojno (1936-1939) je bika hueška fronta prizorišče nekaj najbolj krvavih bitk med republikanci in Frankovo armado. Mesto so oblegali republikanci, med katerimi je bil tudi George Orwell, vendar ga niso uspeli osvojiti.